# Polizia di frontiera terrestre
La Polizia di frontiera terrestre è un servizio della Polizia di frontiera, una delle quattro specialità della Polizia di Stato.

## Attività
La Polizia di frontiera terrestre si occupa del presidio e del controllo dei valichi di frontiera terrestri, stradali, ferroviari e lacuali.
È composta (al settembre 2009) da 910 unità, suddivise in 3 zone:
- I zona: Polizia di frontiera terrestre per il Piemonte, la Valle d'Aosta e la Liguria
- II zona: Polizia di frontiera terrestre per la Lombardia
- IV zona: Polizia di frontiera terrestre per il Veneto, il Friuli-Venezia Giulia e il Trentino-Alto Adige.

Alla direzione di ciascuna zona è posto un dirigente superiore.